# Marcelle de Lacour
Marcelle de Lacour est une claveciniste française née le 6 novembre 1896 à Besançon (Doubs) et morte le 24 mars 1997.

## Jeunesse
Marcelle de Lacour est née Marcelle Schaeffer d'un père alsacien-lorrain et d'une mère franc-comtoise. Très tôt, elle montre des dons exceptionnels pour la musique. Elle commence par le piano, puis apprend à jouer de la harpe, instrument dans lequel elle excelle. Mariée à Robert de Lacour, avocat, grand amateur de musique, elle vient à Paris au milieu des années 1920. Elle y est l'élève de Wanda Landowska et consacre ensuite sa carrière essentiellement au clavecin. Elle est la première musicienne française à mettre à nouveau la musique de clavecin à la mode.

## Carrière
Avant la Seconde Guerre mondiale, elle donne de nombreux récitals en France, en Grande-Bretagne et dans d'autres pays européens.
Son répertoire en solo, avec de petites formations ou de grands orchestres, est principalement centré sur la musique baroque (Lœillet, Bodin de Boismortier, Lalande, Lully, Charpentier, Couperin, Rameau, Purcell, Pachelbel, Bach, Schütz, Buxtehude, Scarlatti, Haendel, Telemann). Elle est aussi l'interprète de nombreux compositeurs modernes qui lui dédient des œuvres pour clavecin : Bohuslav Martinů, Florent Schmitt, Alexandre Tansman, Francis Poulenc, Pál Hermann (Divertissement, 1938). Elle joue après 1945 avec l'Orchestre philharmonique de Paris, avec l'Orchestre national de France, avec le hautboïste Pierre Pierlot, avec le trio Pasquier, avec le flûtiste Jean-Pierre Rampal.
Elle est responsable d'une émission musicale intitulée « Tournois du royaume de la musique » et participe au fameux programme radiophonique « Analyse spectrale de l'Occident ». Elle grave des enregistrements de musique baroque française.
En 1955, elle crée la classe de clavecin du Conservatoire national de musique de Paris. À partir de 1958, elle est titulaire de cet enseignement jusqu'en septembre 1967, date de son départ à la retraite. Elle compte parmi ses élèves, outre des Français, de nombreux étrangers d'Amérique du Nord, d'Allemagne, des Pays-Bas, de Bulgarie, du Portugal et de Chine.
Selon Daniel Paquette, professeur émérite de musicologie de l'université de Lyon II, « cette claveciniste possédait un jeu d'une musicalité et d'une finesse exceptionnelles, un style irréprochable d'une musique ancienne alors méconnue, sinon inconnue. Marcelle de Lacour a ainsi eu un rôle précurseur dans l'interprétation de la musique baroque ».
Cette musicienne a vécu les dernières années de sa vie dans la région parisienne et est morte en 1997 à 100 ans passés.

## Fondation de Lacour
Cette  Fondation pour la musique et la danse est née en 2000 de la volonté de Marcelle et Robert de Lacour, musicienne et avocat unis avec passion. Reconnue d’utilité publique, « petite Villa Médicis de Bourgogne Franche-Comté ». Les trois buts de la fondation sont, d'encourager et soutenir le talent de danseurs et de musiciens qui ont choisi de s’exprimer autour du clavecin, du piano forte, de l’orgue ou de la harpe. Conserver le patrimoine instrumental légué par Marcelle de Lacour et de sauvegarder et enrichir le patrimoine architectural et végétal du Château de Fourg.

## Sources
1. ↑  Présence internet de la Fondation la Lacour